# Casino de Pougues-les-Eaux
Le Casino de Pougues-les-Eaux existait déjà à l’époque de Louis XIV. Le casino tel qu’on le connait actuellement appartient au groupe Tranchant. Il dispose de deux restaurants, L’Ycaste et le Restaurant des jeux.
Le 15 mars 2006, il a été déplacé du parc thermal pour un édifice moderne abritant le planétarium de la ville.

## Histoire
Le casino d’origine date de Louis XIV, il s’agissait d’un petit casino dit à l’italienne avec un long perron et un toit bordé de balustres, portes fenêtres à chapiteau. Il a été détruit en même temps que le Splendid Hôtel. Aujourd'hui c'est un bâtiment moderne après avoir quitté les anciennes stations thermales.

### Rénovation de 2024
Début février 2024, d’importants travaux de réaménagement et de rénovation ont débuté dans le casino mais également dans la partie restaurant attenante. Parallèlement, le casino, qui s’inscrit dans une démarche de développement durable, abaissera les plafonds pour économiser le chauffage et les dépenses liées à la climatisation. Les travaux sont majoritairement effectués par des entreprises locales.

### Inondations de 2024
Dans la nuit du 19 au 20 juin 2024, de violents orages ont frappé la Nièvre. Une zone s'étendant du sud-ouest au nord-est du territoire a été particulièrement touchée par des inondations et des chutes d'arbres. Le casino est inondé. Les machines à sous ont notamment été touchées par la crue et les dégâts, comme toute l'électronique du bâtiment. Le casino doit alors fermer ses portes pour une durée indéterminée.